# Alton (Maine)
Alton és una població dels Estats Units a l'estat de Maine (EUA). Segons el cens del 2000 tenia 816 habitants.

## Demografia
Segons el cens del 2000, Alton tenia 816 habitants, 309 habitatges, i 241 famílies. La densitat de població era de 7,4 habitants per km².
Dels 309 habitatges en un 37,5% hi vivien nens de menys de 18 anys, en un 64,1% hi vivien parelles casades, en un 8,7% dones solteres, i en un 22% no eren unitats familiars. En el 16,2% dels habitatges hi vivien persones soles el 4,9% de les quals corresponia a persones de 65 anys o més que vivien soles. El nombre mitjà de persones vivint en cada habitatge era de 2,64 i el nombre mitjà de persones que vivien en cada família era de 2,93.
Per edats la població es repartia de la següent manera: un 26,5% tenia menys de 18 anys, un 8,9% entre 18 i 24, un 34,8% entre 25 i 44, un 20,6% de 45 a 60 i un 9,2% 65 anys o més.
L'edat mediana era de 35 anys. Per cada 100 dones de 18 o més anys hi havia 94,8 homes.
La renda mediana per habitatge era de 35.263 $ i la renda mediana per família de 35.809 $. Els homes tenien una renda mediana de 31.250 $ mentre que les dones 22.868 $. La renda per capita de la població era de 14.204 $. Entorn del 12,4% de les famílies i el 12,8% de la població estaven per davall del llindar de pobresa.